# Na morozie!
Na morozie! (ros. На морозе!, pol. Na mrozie!) – drugi album studyjny białoruskiego zespołu punk rockowego Daj Darogu!, wydany w 2002 roku. Płyta została zapisana na przełomie 2001 i 2002 roku w brzeskim Green House studio. Na album trafiło 14 rosyjskojęzycznych utworów, piosenka „Baba grom” w trasiance oraz „Chlopaki z Terespolu”, której tekst napisany został przez Wasila Kapyłaua w quasi-polskim języku, z użyciem wielu wulgaryzmów. Ponadto kilka utworów oraz wideoklipów z płyty Na morozie! było notowanych na białoruskich listach przebojów.

## Lista utworów
| Nr  | Tytuł utworu                | Oryginalna pisownia tytułu | Długość |
| --- | --------------------------- | -------------------------- | ------- |
| 1.  | „Na Jamajkie”               | «На Ямайке»                | 6:08    |
| 2.  | „Baba grom”                 | «Баба гром»                | 3:40    |
| 3.  | „Submarina”                 | «Субмарина»                | 4:27    |
| 4.  | „Kleptomany”                | «Клептоманы»               | 4:46    |
| 5.  | „33 miedali”                | «33 медали»                | 5:02    |
| 6.  | „Supersession”              |                            | 4:14    |
| 7.  | „Ona nie znała”             | «Она не знала»             | 2:29    |
| 8.  | „Bytowucha”                 | «Бытовуха»                 | 3:39    |
| 9.  | „Wala”                      | «Валя»                     | 2:54    |
| 10. | „Dola”                      | «Доля»                     | 3:48    |
| 11. | „Wozle twojego okna”        | «Возле твоего окна»        | 4:22    |
| 12. | „Potomki niegrietiat”       | «Потомки негретят»         | 3:59    |
| 13. | „Chlopaki z Terespolu”      |                            | 5:09    |
| 14. | „Ja w Briestie”             | «Я в Бресте»               | 3:01    |
| 15. | „Na Jamajkie” (radio mix)   | «На Ямайке»                | 4:25    |
| 16. | „Na Jamajkie” (remix 4KUBA) | «На Ямайке»                | 3:35    |
|     |                             |                            | 1:05:38 |

## Twórcy
- Juryj Stylski – wokal, gitara, mastering, muzyka i teksty
- Wasil Kapyłau – wokal, muzyka i teksty
- Kirył Skamin – gitara basowa
- Alaksandr Chaładkou – perkusja[4]
- Anatol Charytonau – realizator dźwięku[5]